# أليكس فيريرا (لاعب كرة قدم)
أليكس فيريرا (بالبرتغالية: Alexsandro Ferreira‏) هو لاعب كرة قدم برازيلي في مركز الدفاع، ولد في 10 يناير 1986 في كوريتيبا في البرازيل. لعب مع نادي بارانا.

## وصلات خارجية
- أليكس فيريرا (لاعب كرة قدم) على موقع قاعدة بيانات كرة القدم.إي يو (الإنجليزية)